# 2010 TK7
2010 TK7 är den första kända trojanska asteroiden till planeten jorden; den är nära att dela jordens omloppsbana runt solen. Trojanska asteroider är asteroider som befinner sig före eller efter en planet i dess bana, samlade vid de stabila lagrangepunkterna L4 och L5. Trojaner hade innan 2010 TK7 endast observerats hos Mars, Jupiter, Neptunus och flera av Saturnus månar.
2010 TK7 har en diameter på cirka 300 m. Dess väg oscillerar vid lagrangepunkten L4 (60 grader framför jorden), pendlande från sitt närmaste avstånd till jorden till sitt närmaste avstånd till L3 (180 grader från jorden) med en period på cirka 395 år.
Asteroiden upptäcktes i oktober 2010 av astronomer från Athabasca University, UCLA, och University of Western Ontario med hjälp av NASAs Wide-field Infrared Survey Explorer (WISE). Den rapporterades vara en trojan den 27 juli 2011.